# Кревешам
Кревеша́м (фр. Crévéchamps) — коммуна во французском департаменте Мёрт и Мозель, региона Лотарингия. Относится к  кантону Аруэ.

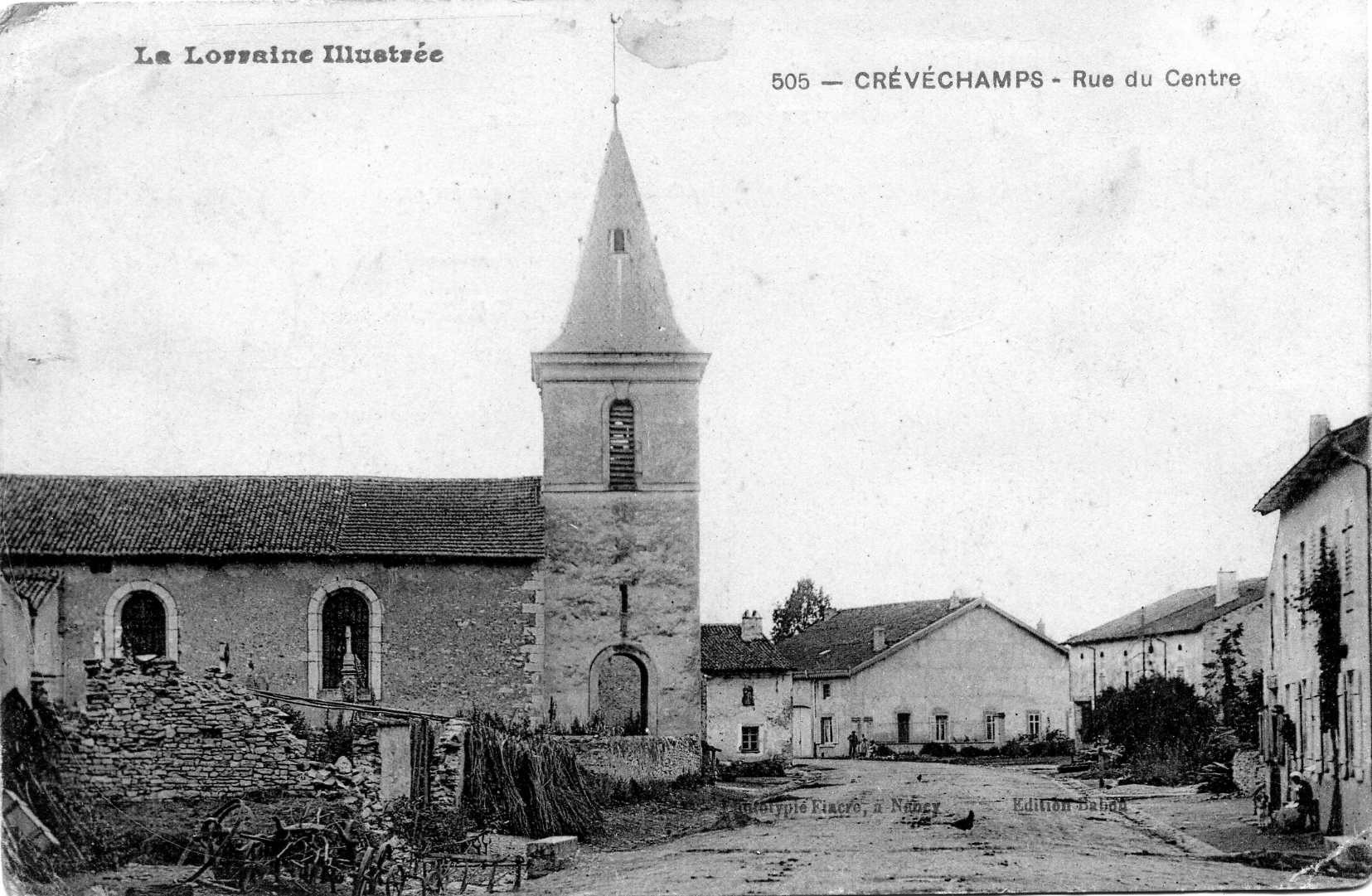
Кревешам и Церковь Нотр-Дам-ан-сон-Ассомпсьон на почтовой открытке.

## География
Кревешам расположен в 20 км на юг от Нанси.

## Демография
Население коммуны на 2010 год составляло 334 человека.
| 1962 | 1968 | 1975 | 1982 | 1990 | 1999 | 2010 |
| ---- | ---- | ---- | ---- | ---- | ---- | ---- |
| 256  | 247  | 271  | 262  | 298  | 304  | 334  |

## Достопримечательности
- Церковь Нотр-Дам-ан-сон-Ассомпсьон, приходская церковь XVIII века, построенная на остове церкви XVII века. Некоторые церковные могилы датируются 1600 годом.

## Галерея

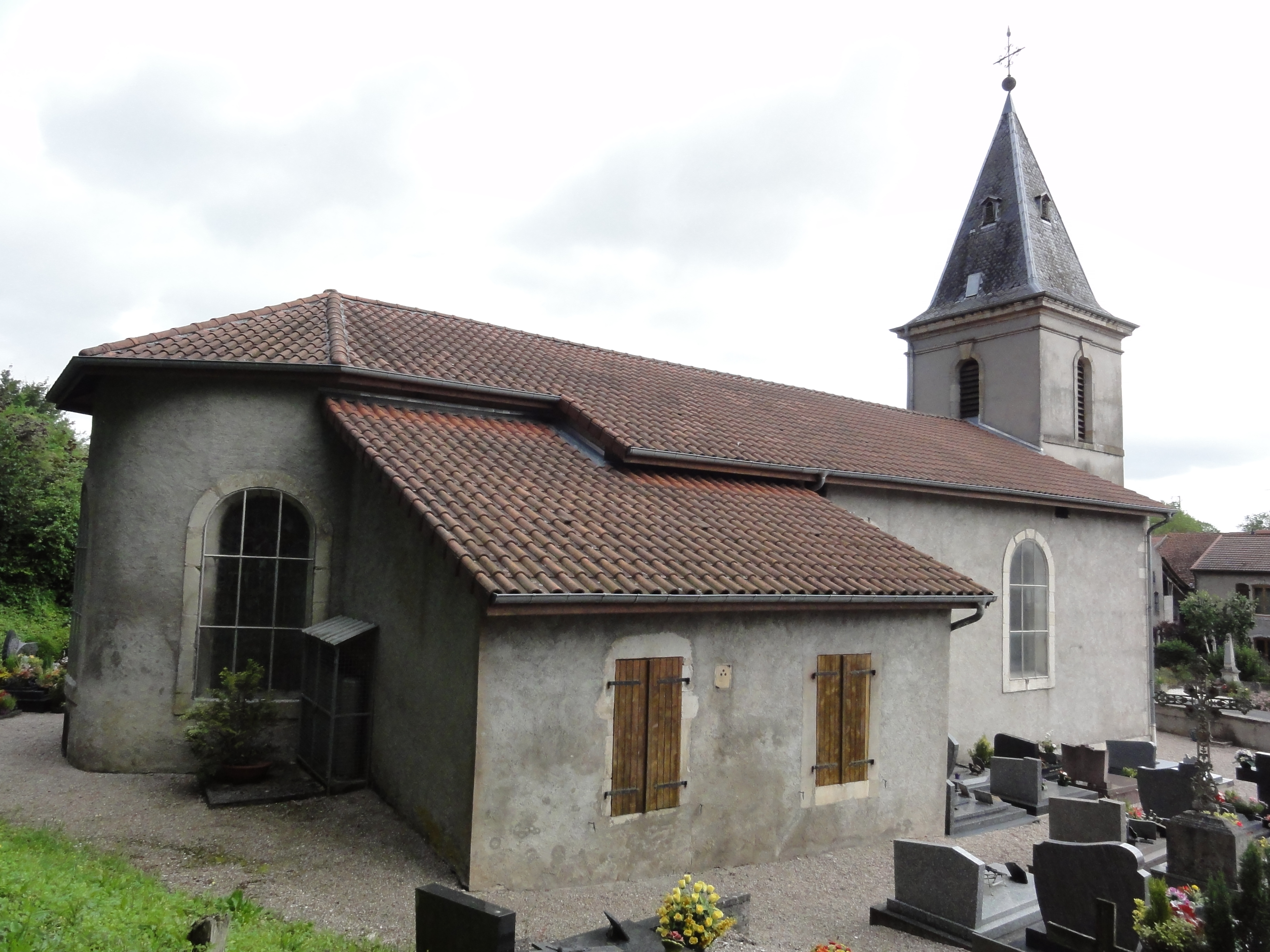
Церковь Нотр-Дам-ан-сон-Ассомпсьон в Кревешам.
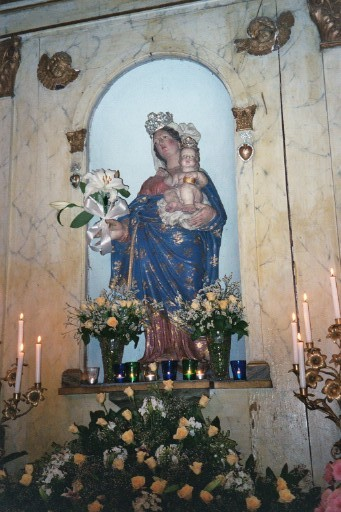
Богородица Граса.
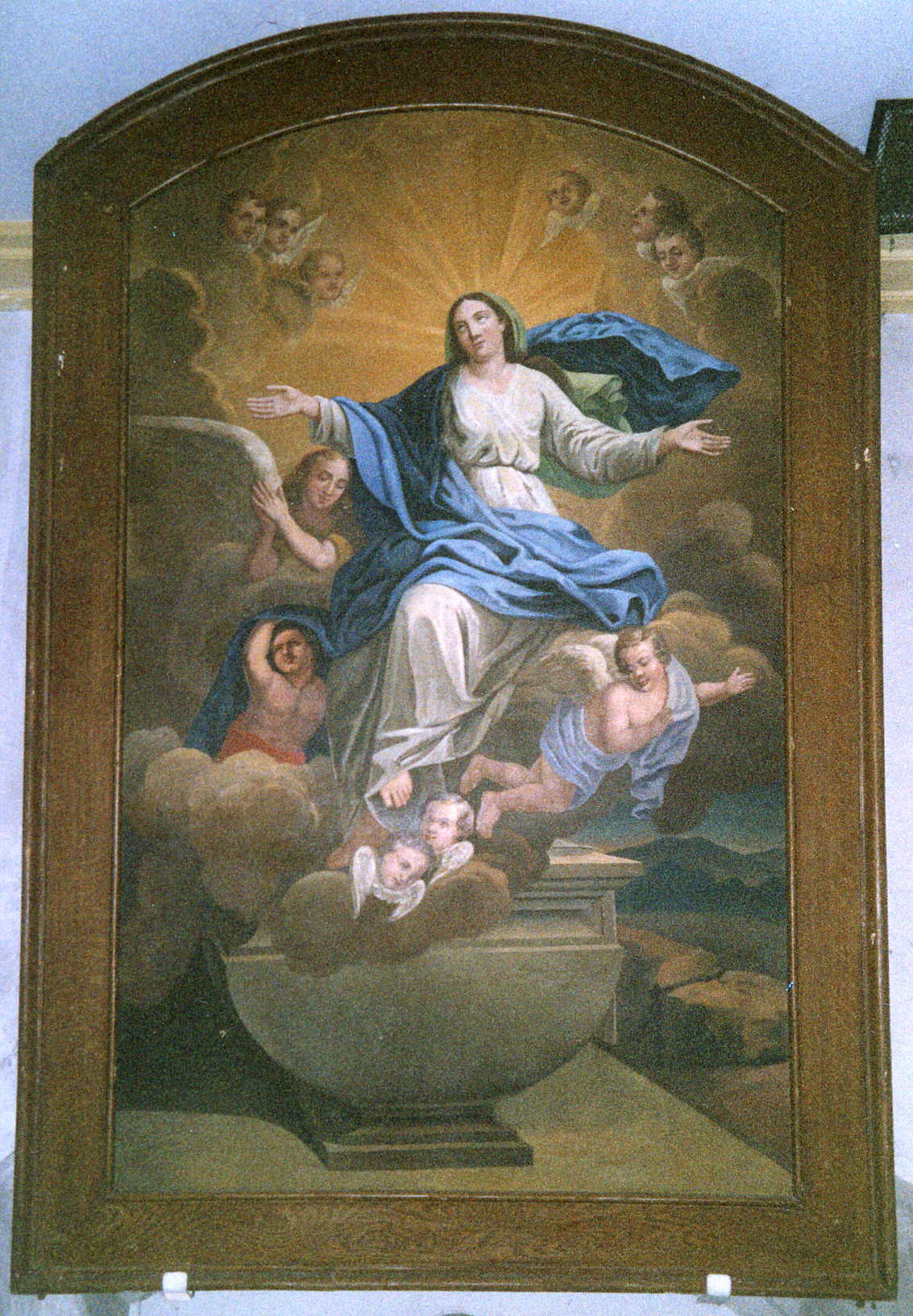
Вознесение.